# Беспартийный союз солидарности
Беспартийный союз солидарности (кит. 無黨團結聯盟) — политическая партия Тайваня. Был создан 15 июня 2004 года, а её главой стал основатель партии — Чжан Боя. Относится к так называемым «малым» партиям (англ. minor), однако стала крупным игроком на национальной политической арене на выборах 2004 года в Законодательный Юань, с двадцатью шестью кандидатами на местные избирательные округи и с шестью другими, выдвинутыми на выборы с прямым голосованием. Партия получила шесть мест на Шестом Законодательном Юане и три места в Седьмом Законодательном Юане. Партия отстраняется от противостояния «Большой Зелёной» и « Большой Синей» коалиций, не делает каких-либо заявлений касательно политического статуса Тайваня и концентрируется на социальных проблемах тайваньского общества.
Выступала против поправок в Конституцию 2005 года.